# Tân Hợp, Hướng Hóa
Tân Hợp là một xã thuộc huyện Hướng Hóa, tỉnh Quảng Trị, Việt Nam.

## Địa lý
Xã Tân Hợp có diện tích 34,51 km², dân số năm 2018 là 6.435 người, mật độ dân số đạt 132 người/km².

## Hành chính
Xã Tân Hợp được chia thành 5 thôn: Hòa Thành, Lương Lễ, Quyết Tâm, Tà Đủ, Tân Xuyên.

## Lịch sử
Xã Tân Hợp thành lập vào tháng 9 năm 1975.

## Du lịch
Di tích lịch sử Sân bay Tà Cơn: Tại thôn Hòa Thành có di tích lịch sử Sân bay Tà Cơn, lưu giữ dấu tích về Chiến tranh Việt Nam thời kỳ năm 1966 – 1968. Khi đó sân bay Tà Cơn là đầu cầu hàng không trong cụm cứ điểm quân sự chiến lược của quân đội Mỹ, là mắt xích quan trọng của tập đoàn cứ điểm Khe Sanh. Những năm đó Quân Giải phóng miền Nam Việt Nam tiến hành Chiến dịch giải phóng Khe Sanh để khai thông con đường tiếp vận từ miền Bắc vào miền Nam. Di tích đã được Bộ VHTT xếp hạng quốc gia tại Quyết định số 236/QĐ-BVHTT ngày 12 tháng 12 năm 1986.